# Новоселицкий сыродельный завод
Новоселицкий сыродельный завод - предприятие пищевой промышленности в городе Новоселица Черновицкой области Украины.

## История
Небольшой маслодельный завод действовал в Новоселице уже в 1950е годы.
Новый Новоселицкий маслосыродельный завод был построен в 1967 году на окраине города в соответствии с восьмым пятилетним планом развития народного хозяйства СССР, и на момент ввода в эксплуатацию он являлся крупнейшим молокоперерабатывающим предприятием во всех пяти западных областях УССР.
По состоянию на начало 1969 года на заводе имелось 417 единиц технологического, холодильного и энергетического оборудования, его мощность обеспечивала переработку 76 тонн молока в сутки, здесь выпускалось 14 наименований продукции: продовольственные товары (сыр "Ярославский", сыр "Кубанский", сливочное масло, пастеризованное молоко, кефир, ряженка, сметана и др.), а также сырьё для фармацевтической промышленности (глюкоза и мальтоза). Все основные производственные процессы были механизированы, для очистки и пастеризации молока были установлены автоматические охладительные установки пропускной мощностью 5 тысяч литров молока в час; для тепловой обработки молока были установлены автоматизированные установки с сепараторами-нормализаторами. В это время сливочное масло вырабатывалось на поточной линии продуктивностью 500 кг в час, молоко и молочные продукты разливались в стеклянные бутылки на поточной линии продуктивностью 3 тыс. бутылок в час. Сыродельный цех имел четыре механизированных агрегата общей ёмкостью 12 тыс. литров, а также пневматические прессы и установки формования сыра.
В целом, в советское время завод входил в число крупнейших предприятий города.
После провозглашения независимости Украины завод перешёл в ведение министерства сельского хозяйства и продовольствия Украины. В мае 1995 года Кабинет министров Украины утвердил решение о приватизации сыродельного завода. В дальнейшем, государственное предприятие было преобразовано в открытое акционерное общество.
В дальнейшем, завод (с земельным участком площадью 4,2 га) перешёл в собственность зарегистрированной в Черновицкой области частной компании "Экосыр" (структурного подразделения эстонской компании "Балфорд Дистрибьюшн").
По состоянию на начало 2010 года сыродельный завод по-прежнему оставался одним из крупнейших действующих предприятий города, но начавшийся в 2008 году экономический кризис осложнил положение компании - к началу февраля 2009 года задолженность предприятия перед поставщиками молока составила 2 млн. гривен, чистый убыток "Экосыр" за 2010 год составил 14,3 млн. гривен и в январе 2011 года было принято решение о продаже завода за 15 млн. гривен.